# Owen Peak
Der Owen Peak ist rund 1700 m hoher Berg im östlichen Palmerland auf der Antarktischen Halbinsel. Er ragt an der Südseite des Gruening-Gletschers landeinwärts des an der Black-Küste befindlichen Hilton Inlet auf.
Entdeckt wurde er am 21. November 1947 bei einem Flug während der Ronne Antarctic Research Expedition (1947–1948). Der Expeditionsleiter Finn Ronne benannte ihn als Mount Russell Owen nach Russell Owen (1889–1952), Journalist der New York Times und Berichterstatter bei der Byrd Antarctic Expedition (1928–1930). Das Advisory Committee on Antarctic Names änderte diese Benennung im Jahr 1966 in die heutige Form.